# Kungsladugårds mangårdsbyggnad

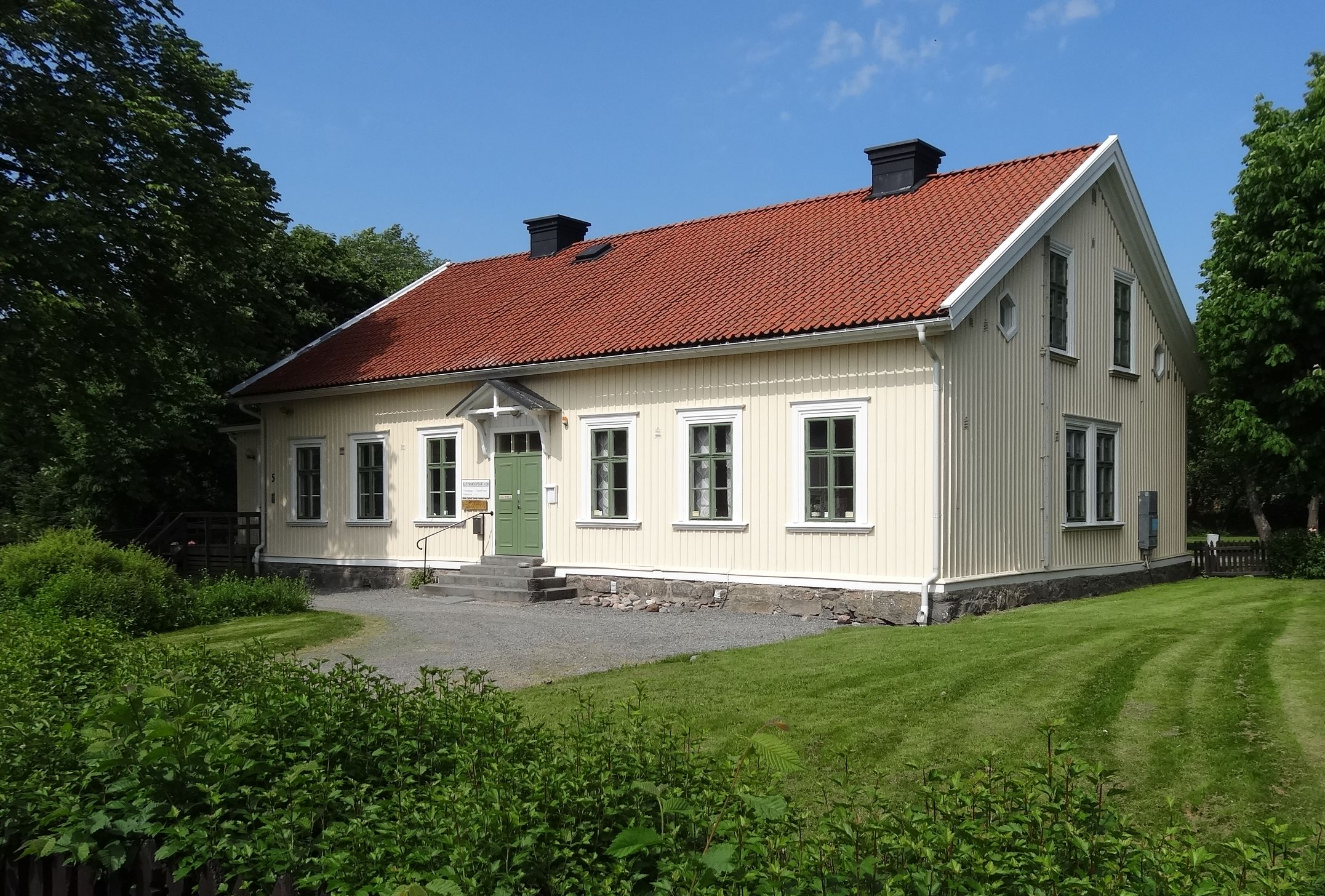
Kungsladugårds mangårdsbyggnad

Kungsladugårds mangårdsbyggnad blev uppförd 1863 vid Älvsborgs Kungsladugård i Klippan i Göteborg efter ritningar av Göteborgs stadsarkitekt Hans Jacob Strömberg. Manbyggnaden ligger på den östra sidan, i det 40:e kvarteret Älvsborg i stadsdelen Majornas 1:a rote i Älvsborgsgatans förlängning. Fram till 1890-talet hyrdes byggnaden av Carnegieska bruket som tjänstebostad för Sankta Birgittas kapells brukspredikant, därefter av lantbrukare som in på 1920-talet höll djur på gården. Från 1900-talets mitt har huset hyrts ut till föreningar och kommunala verksamheter. Sedan 1975 ingår det i Klippans kulturreservat.
Husets föregångare var en byggnad som flyttats till Klippan 1665 från kungsladugårdens gamla plats vid Jaegerdorffsplatsen. 1734 blev gården sommarresidens och löneförmån för Göteborgs landshövdingar. Få av dem vistades där. Till undantagen hörde Lorentz Kristoffer Stobée, som på 1740-talet anlade trädgården öster om huset. Det sista av Stobées odlingar försvann på 1970-talet. Kvar idag finns ett dussintal fruktträd. Adressen är Klippan 5.